# Stoneton
Stoneton est un hameau et une paroisse civile du Warwickshire, en Angleterre.